# Parti vertueux du Bhoutan
Le Parti vertueux du Bhoutan (Druk Phuensum Tshogpa), abrégé DPT, est l'un des principaux partis politiques bhoutanais. De centre droit, il est fondé le 25 juillet 2007, par la fusion du Parti de tout le peuple et du Parti unifié du peuple bhoutanais, et est reconnu officiellement le 2 octobre. Il est dirigé par Jigme Yehse Thinley, ancien Premier ministre.
Le Parti vertueux du Bhoutan annonce lors de sa création vouloir se concentrer sur le développement équitable et la lutte contre la pauvreté.
Il participe à l'élection du 24 mars 2008, la première élection démocratique au Bhoutan. Le parti remporte 44 sièges sur 47, ce qui permet à Jigme Thinley de devenir le premier chef de gouvernement élu de son pays,. Il est notamment soutenu par Dupthob, de la circonscription de Boomdeling-Jamkhar, en 2013, et par Norbu Wangzom en 2018, dans la circonscription de Jomotshangkha Martshala, qui ont été respectivement élus lors des élections à l'Assemblée nationale.
Jigme Thinley est réélu en 2018. Il nomma dans son cabinet Dechen Wangmo ministre de la Santé, à compter du novembre 2018,.

## Premier ministre issu du DPT

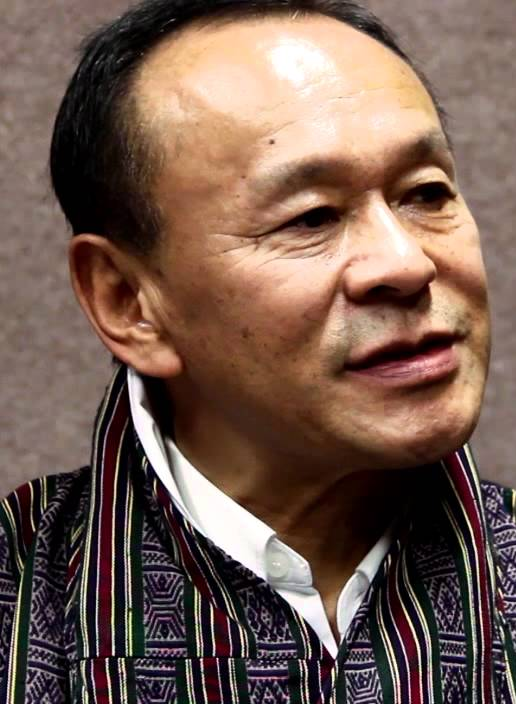
Jigme Thinley: premier ministre de 2008 à 2013

## Résultats électoraux
| Année     | Premier tour | Premier tour | Premier tour | Second tour        | Second tour        | Second tour        | Sièges  | +/-        | Position            |
| Année     | Voix         | %            | Rang         | Voix               | %                  | Rang               | Sièges  | +/-        | Position            |
| --------- | ------------ | ------------ | ------------ | ------------------ | ------------------ | ------------------ | ------- | ---------- | ------------------- |
| 2008      | 169 490      | 67,04        | 1er          | Pas de second tour | Pas de second tour | Pas de second tour | 45 / 47 | Parti créé | Majorité            |
| 2013      | 93 949       | 44,52        | 1er          | 114 093            | 45,12              | 2e                 | 15 / 47 | 30         | Opposition          |
| 2018      | 90 020       | 30,92        | 2e           | 141 205            | 45,07              | 2e                 | 17 / 47 | 2          | Opposition          |
| 2023-2024 | 46 694       | 14,91        | 3e           | Non qualifié       | Non qualifié       | Non qualifié       | 0 / 47  | 17         | Extra-parlementaire |